# Curcuma sessilis
Curcuma sessilis là một loài thực vật có hoa trong họ Gừng. Loài này được Andrew Thomas Gage mô tả khoa học đầu tiên năm 1904.

## Từ nguyên
Tính từ định danh sessilis (giống trung: sessile) trong tiếng Latinh có nghĩa là không cuống. Ở đây là nói tới cành hoa bông thóc không có cuống của loài này.

## Phân bố
Loài này có tại Minbu, vùng Magway, tây bắc Myanmar.

## Mô tả
Thân rễ lớn, củ thẳng đứng, hình trứng, vỏ nâu, ruột trắng, dài 5-7,5 cm, dày ~2,5 cm, rễ con màu trắng, dàu như cuống lông ngỗng. Búi lá gồm vài lá, cao dưới 60 cm, bẹ lá ở gốc màu tía, cuống và bẹ cùng nhau dài 15-17,5 cm, phiến lá màu xanh lục, hình mác hẹp, dài 17,5–20 cm, rộng 2,8-3,8 cm, có lông tơ cả hai mặt. Cành hoa bông thóc xuất hiện trong mùa hè, vào tháng 6, phát triển trước khi lá xuất hiện, không cuống, dài ~11,8 cm. Lá bắc dưới [sinh sản] màu xanh lục, lá bắc mào màu tía. Hoa nhỏ hơn lá bắc. Đài hoa rất ngắn, có răng cưa khó thấy. Ống tràng dài ~2,5 cm, màu trắng, các phần [thùy] gần đều, hình trứng, nhọn, với mép cuốn trong về phía đỉnh, đoạn phía sau [thùy tràng lưng] có đỉnh màu đỏ. Các nhị lép bên thuôn dài, đỉnh uốn cong vào trong, hơi vàng. Cánh môi rộng 1,2 cm, thuôn dài, các thùy bên lớn, hơi vàng, thùy trung tâm lồi ra, rộng đầu hoặc chẻ đôi, màu vàng tươi.
Loài này gần với C. caesia và C. aeruginosa, do đều nhỏ và với cành hoa bông thóc không cuống.